# Geraldo sem Pavor
Geraldo Geraldes foi uma personagem da história de Portugal à época das lutas da Reconquista. Tornou-se conhecida, já desde o século XII, pelo nome de Geraldo Sem Pavor.
Personagem representativa do período de formação de Portugal, tentou a sorte na guerra contra os mouros. Nessa qualidade, liderou como um caudilho um bando de proscritos, salteadores e aventureiros.

## Biografia
Durante a sua juventude, Geraldo Geraldes foi capturado pelos muçulmanos durante um ataque e vendido como escravo no Andaluz mas alcançou a liberdade por morte do dono ou fuga. Por esta razão sabia falar árabe.
Regressado a Portugal, viu-se a braços com a justiça devido a crimes violentos, por isso estabeleceu-se na fronteira à margem da lei e entregou-se a uma vida de salteador de gado, aldeias e castelos muçulmanos, o que eventualmente lhe permitiria receber de D. Afonso Henriques um perdão real. Em seu torno reuniu uma hoste de guerreiros marginais, ladrões e proscritos. Não dispondo de tropas tão bem armadas como as das hostes de grandes senhores, o Sem Pavor praticava a guerra da guerrilha e das razias, atacava os muçulmanos em locais improváveis, durante a noite, continuamente e de forma errática, demonstrando o domínio da geografia e da rede de caminhos principais e secundários.

### Conquistas no Alentejo 1165-1169

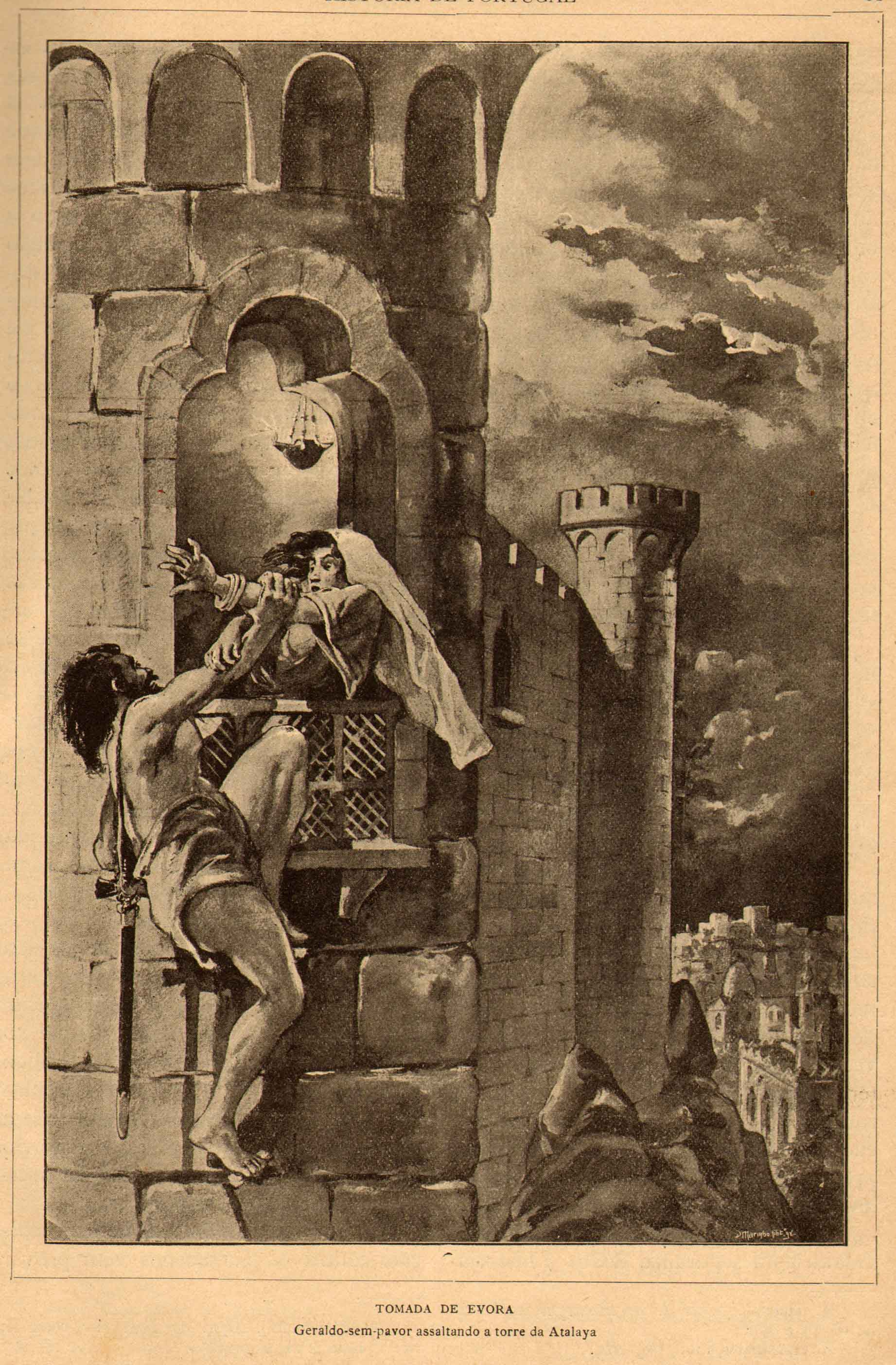
A tomada de Évora por Geraldo Sem Pavor, imaginada por Roque Gameiro e publicada em 1899 em História de Portugal, Popular e Ilustrada.

Aquando da conquista das terras a sul do Tejo por D. Afonso Henriques a 15 de Abril de 1165, Geraldo Sem Pavor conquistou Trujilho durante a noite. Ao passar próximo das muralhas de Évora durante uma razia, o Sem Pavor observou que a cidade encontrava-se mal guardada. Convenceu os seus companheiros a levarem a cabo um arriscado ataque nocturno e, em Setembro deste mesmo ano conquistou a cidade. O Sem Pavor entregou então Évora a Afonso Henriques em troca de dinheiro e o rei português fê-lo alcaide da cidade. Em Dezembro, apoderou-se de Cáceres, a 200 quilómetros de Évora.
Passados os meses mais agrestes de Inverno, em Março de 1166 conquistou Montánchez e no mês seguinte Serpa e Juromenha. Juromenha era um pequeno castelo na margem do Guadiana que servia de e refúgio às populações em caso de ataque mas permitia vigiar Badajoz, para nordeste. O Sem Pavor instalou-se neste castelo com os seus homens para melhor comandar os ataques a Badajoz.
O pérfido galego Afonso Henriques, senhor de Coimbra - o maldito de Deus! - conhecia bem a valentia do cão do Giraldo. O pensamento constante deste era tomar à traição as cidades e os castelos, só com a sua gente: ele tinha os muçulmanos da fronteira com o terror das suas armas. Este cão procedia assim: avançava, sem ser apercebido, na noite chuvosa, escura, tenebrosa e, insensível ao vento e à neve, ia contra as cidades inimigas. Para isso levava escadas de madeira de grande comprimento, de modo que com elas subisse acima das muralhas da cidade que procurava surpreender; e quando a vigia muçulmana dormia, encostava as escadas à muralha e era o primeiro a subir ao castelo. E empolgando a vigia dizia-lhe:
- Grita como tens por costume de noite que não há novidade!

E então os seus homens de armas subiam acima dos muros da cidade, davam na sua língua um grito imenso e execrando, penetravam na cidade, matavam quantos encontravam, despojavam-nos e levavam todos os cativos e presa que estavam nela.

Entre 1167 e 1169 ocupou os pequenos cerros fortificados de Santa Cruz e Monfrague, os castelos de Moura e Monsaraz para garantir a protecção de Évora e, nos arredores de Badajoz os castelos de Alconchel e Lobón. Os ataques de Geraldo Sem Pavor incidiam sobre locais altos e agrestes, facilmente defensáveis e dos quais se podia atacar os campos e controlar os acessos à grande cidade de Badajoz, a maior do ocidente peninsular. As suas conquistas ameaçavam, porém, os interesses dos leoneses, pois davam-se em território reclamado pelo rei Fernando II de Leão. 

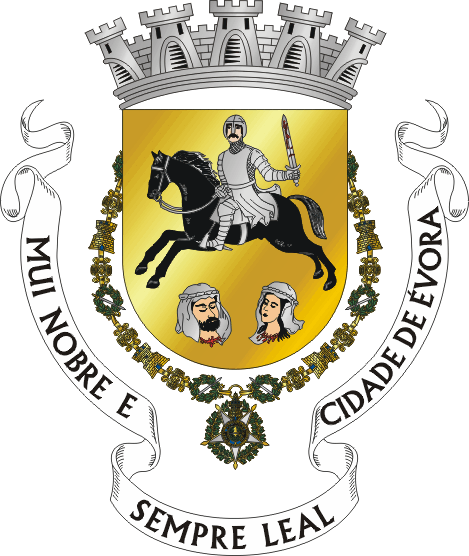
Geraldo Sem Pavor representado no brasão de Évora.

### Desastre de Badajoz, 1169
Em 1167 estalou a guerra entre Portugal e Leão. Badajoz, que se encontrava em território reclamado pelo rei leonês, foi atacada pela hoste de Geraldo Sem Pavor na alvorada de um dos primeiros dias de Maio de 1169 e as muralhas da cidade baixa foram transpostas. Seguiu-se um violento confronto nas ruas mas o governador da cidade, Abu Ali Umar Ben Timsalit recuou com a guarnição para a alcáçova. Incapaz de tomar a alta cidadela, o Sem Pavor pediu ajuda a D. Afonso Henriques, que rapidamente se deslocou em seu auxílio com a sua hoste e instalou-se na cidade. Encorajados pela chegada da hoste do rei português os sitiantes intensificaram as investidas contra a alcáçova, sem conseguirem quebrar o ânimo dos defensores, agora encorajados pelas notícias de socorros leoneses. Em inícios de Junho, o rei D. Fernando II de Leão acampa com a sua hoste nas imediações de Badajoz e, no decurso de uma sortida contra os portugueses, um destacamento almóada abriu uma das portas da cidade aos leoneses, que assim penetraram na cidade. Encurralados entre os almóadas e os leoneses, os portugueses começam a retirar-se da cidade mas a retirada transforma-se numa fuga desordenada e é então que Afonso Henriques partiu uma das pernas batendo contra uma das portas da cidade e tomba do cavalo. Foi levado inanimado pelos seus homens para o Caia, vindo ali a ser capturado pelos leoneses, juntamente com Geraldo Sem Pavor.
A campanha revelou-se um desastre para as forças de D. Afonso Henriques em geral, e para as de Geraldo em particular, que também foi capturado e acabou por ter de entregar os castelos de Montánchez, Santa Cruz, Trujilho e Monfrague em troca da liberdade. Ainda controlava os castelos de Juromenha, Alconchel, Monsaraz, Moura, Serpa, Évora e Lobón.
A seguir ao primeiro ataque português a Badajoz, o novo governador da cidade, Abu Yahya, reforçou a guarnição e as suas defesas. Abriu um novo poço e ordenou a construção de uma couraça que ligasse a alcáçova ao rio e novas torres albarrãs.

### Campanhas 1169-1173

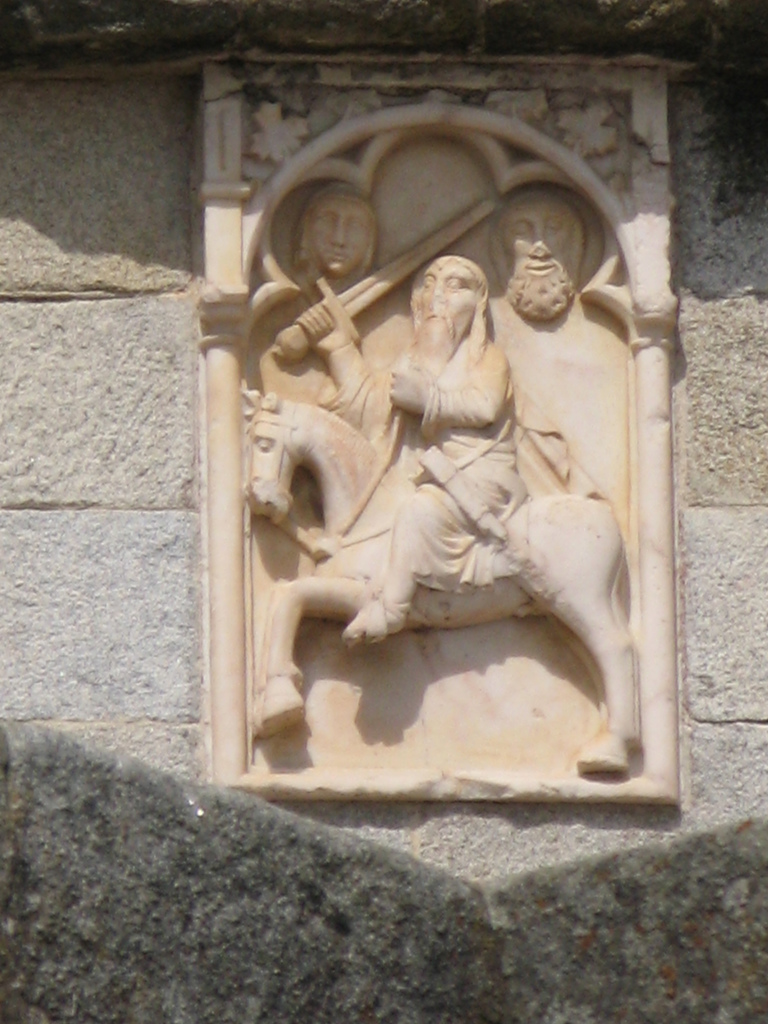
Geraldo Sem-Pavor representado no brasão de Évora, na sé da cidade.

O desaire em Badajoz não quebrou o ânimo ao Sem Pavor e, ainda no mesmo ano, no Verão, foram retomados os ataques à região de Badajoz a partir de Juromenha. Seguiram-se meses de razias mas o novo governador da cidade revelou-se um adversário à altura. Com a colaboração de cavaleiros-vilãos de Santarém, o Sem Pavor logrou atrair a guarnição para uma armadilha num desfiladeiro onde deixara companheiros seus em emboscada. Os muçulmanos foram atacados de surpresa e derrotados, tendo sido capturados muitos. Entre eles contava-se Abd Ben Muhammad Ben Sahib al-Salah, membro de uma das mais importantes famílias de Beja, que foi resgatado pela elevada quantia de 300 dinares e mais tarde escreveria uma crónica nas quais ficaram registadas as acções do Sem Pavor.
Em Abril de 1170, os constantes ataques aos campos de Badajoz e o bloqueio dos acessos à cidade juntavam-se a um mau ano agrícola para provocar a fome na cidade. De Sevilha partiu uma caravana de socorro com 5000 burros carregados de alimentos, armas e forragem enviada pelos almóadas para abastecer a população, protegida por tropas berberes e andaluzas sob o comando de Abu Yahya Zakariya Ben Ali. Informado da sua partida, Geraldo montou uma emboscada num vale de passagem obrigatória entre duas serranias e a 15 de Maio a caravana foi atacada e totalmente capturada no Valle de Matamoros.
Alarmado pelos ataques a Badajoz, o califa almóada enviou o seu irmão Abu Hafs Umar para a península Ibérica à cabeça de um grande exército. Em Outubro enviou de Sevilha um destacamento comandado por Abu Said Utman quando Geraldo Sem Pavor e o príncipe herdeiro D. Sancho sitiavam novamente Badajoz. Novamente acorreu aos sitiados o rei Fernando II de Leão, que acampou nas proximidades da cidade e Abu Said Utman encontrou-se com ele pessoa. Os portugueses foram novamente obrigados a retirarem-se de Badajoz devido à presença dos leoneses e almóadas, desta vez em boa ordem. Juromenha foi então sitiada e reconquistada por Abu Said Utman, porém o Sem Pavor logrou escapar à conquista desta base. De Juromenha, mudou-se para Lobón.
De Lobón, o Sem Pavor continuou a atacar o território de Badajoz. Em Outubro de 1171 chegou a Badajoz uma nova caravana de 4000 mulas, carregadas de mantimentos. O destacamento encarregue de proteger esta caravana conquistou depois Lobón mas novamente o Sem Pavor escapou à captura.
Por então, as dissensões internas no Andaluz e as razias cristãs causavam o êxodo das partes do Gharb e as suas principais famílias tinham-se já mudado para Sevilha. Em Agosto de 1172, o Sem Pavor conquistou Beja em poucas horas, novamente através de um ataque furtivo a meio da noite. Os seus homens transpuseram a torre que protegia a porta da alcáçova, que se encontrava sem vigilância. A cidade foi entregue a D. Afonso Henriques mas o Sem Pavor entrou em desacordo com o rei quanto à posse de uma cidade tão isolada e Beja não se manteve em mãos portuguesas durante muito tempo, pois foi evacuada e devolvida aos Almóadas a troco de uma trégua, depois de incendiada e as suas muralhas demolidas.

### Ao serviço dos Almóadas
Firmadas tréguas entre o califado Almóada e Portugal, extinguem-se as oportunidades para a conquista de território ou obtenção de despojos de guerra de que o Sem Pavor dependia para a manutenção da sua hoste de seguidores. Despojado de apoios por parte de Afonso Henriques, deslocou-se a Sevilha com 350 homens e colocou-se ao serviço do califa. Este regressou a Marrocos em Março de 1176 e Geraldo Sem Pavor integrava o seu séquito.
Entre Maio de 1176 e Janeiro de 1177 rebentou a peste em Marrocos e em meados deste último ano o Califa dirigiu uma expedição ao sul a partir de Marrocos para reprimir as rebeliões das tribos berberes dos Sanhajas contra a sua autoridade. O Sem Pavor recebeu a tarefa de neutralizar as revoltas na província do Suz e foi instalado com os seus companheiros em Tarudante. Dali, enviou cartas a Afonso Henriques propondo-lhe a conquista da região através de um ataque naval, para o qual oferecia a sua aliança e a dos berberes rebeldes. Estas mensagens foram interceptadas e, depois de o convocar ao seu palácio, o Califa deslocou-o para o Sijilmassa, na região de Draa, mais para o interior. Seguindo ordens do califa, o governador da região repartiu os companheiros do Sem Pavor pelas tribos e, depois, executou-o por decapitação, mediante um pretexto.

## Lenda e legado

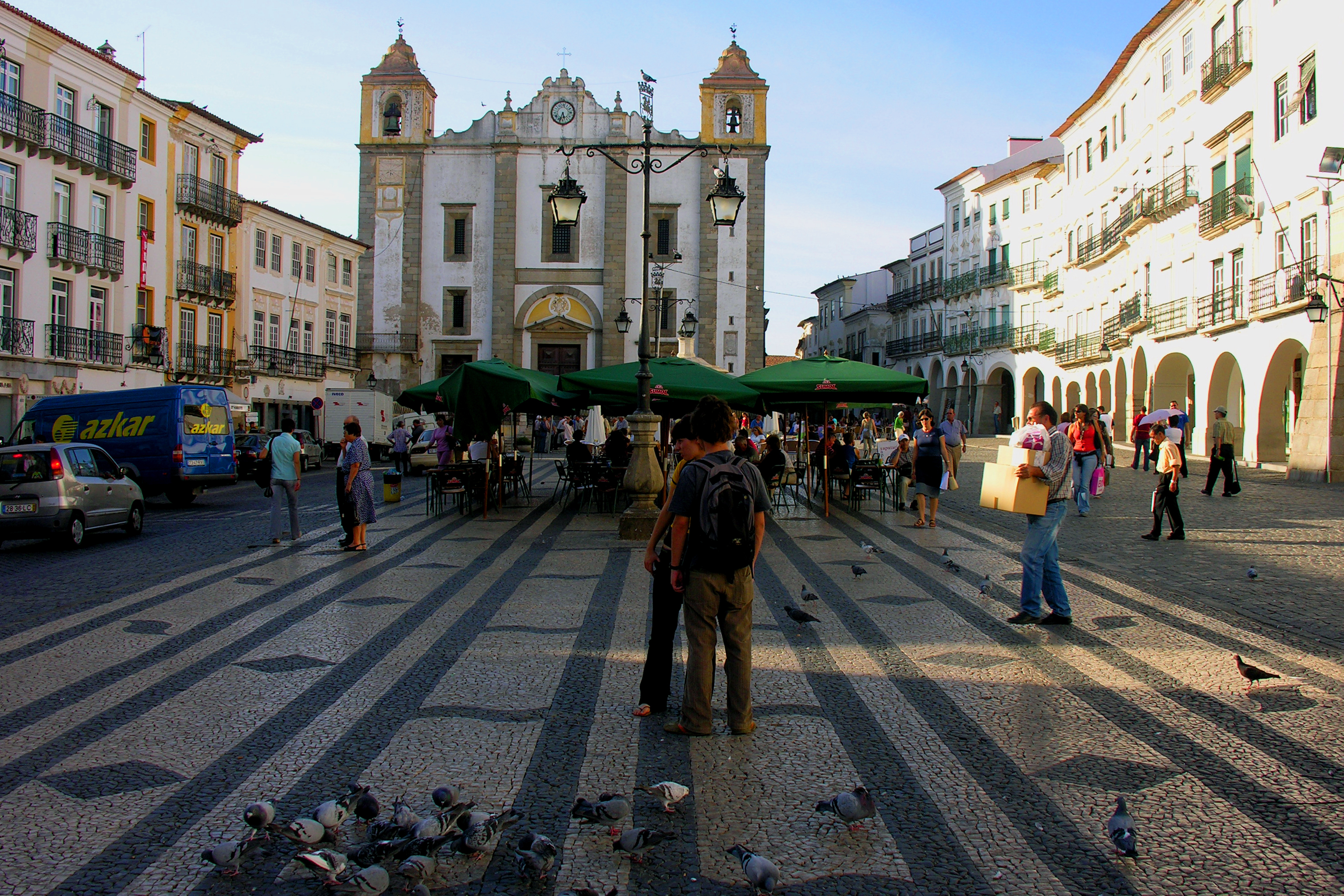
Praça do Giraldo, praça central de Évora, nomeada em honra de Geraldo.

Figura central na iconografia da cidade de Évora, encontra-se representado em posição central no brasão de armas da municipalidade, montado a cavalo e empunhando a espada.
O Sem Pavor deixou a sua marca na toponímia da Extremadura espanhola. Um documento da Ordem de Calatrava, de 1218 refere um local chamado Cabeza de Giraldo ("Cabeço do Geraldo") sem, porém, especificar onde fica. Dois ribeiros, o Geradillo e o Geraldo, também devem os seus nomes ao Sem Pavor. Os ribeiros nascem nas montanhas em torno de Casas de Miravete, possível local do Cabeço do Geraldo.